# Rafles de Limoges
Les Rafles de Limoges ont lieu à Limoges (Haute-Vienne) le 26 août 1942, le 10 février 1943, en avril 1944, et en mai 1944.

## Rafle du 26 août 1942
Une rafle a lieu le 26 août 1942 à Limoges. 450 Juifs étrangers (458 selon Guy Perlier), venus en France, après 1936, dont 68 enfants de la région de Limoges sont arrêtés par la police française et la gendarmerie française sur ordre du gouvernement de Vichy. Ils sont internés au camp de Nexon. Ils sont transférés, le  29 août 1942, au camp de Drancy, puis déportés vers Auschwitz par les convois 26 et 27.
"Dans le cadre de la politique de collaboration entre le gouvernement de Vichy et l’occupant nazi, alors que la logique de la « Solution finale » en Europe de l’ouest est à l’œuvre depuis quelques mois , une immense rafle est organisée dès le début du mois d’août 1942 dans toute la « zone  libre » et donc en Haute-Vienne et dans la grande région de Limoges.
Seront arrêtés, les Juifs étrangers de nations considérées comme « ennemies du Reich » et entrés en France après le 1er janvier 1936. Suivant les accords de l’été 1942 (accords Bousquet/Oberg), il s’agit d’arrêter et de déporter 10 000 Juifs étrangers sur cette partie du territoire, et ce seront les gendarmes et policiers français qui s’en chargeront.
Parmi eux, beaucoup sont devenus apatrides, la plupart étant d’ex-citoyens allemands, autrichiens, polonais, tchécoslovaques ou encore russes.
Autre particularité, cette rafle vise en plus des hommes (qui pour certains furent arrêtés puis déportés lors de la rafle des travailleurs étrangers le 23 août 1942), leurs femmes, leurs enfants, ce jusqu’à l’âge de 60 ans.
Des enfants des maisons de l’OSE âgés de plus de 16 ans seront eux aussi inclus aux listes préparatoires et arrêtés le jour J.
Tous seront emmenés au camp de Nexon alors désigné comme « centre de regroupement régional ». En cela, il « accueillera » non seulement ceux arrêtés sur le sol haut-viennois mais également tous ceux de la grande région de Limoges qui était beaucoup plus vaste que le Limousin actuel puisque celle-ci incluait en plus de la Corrèze et de la Creuse, la Dordogne, l’Indre, une partie de la Charente, de l’Indre-et-du Loir-et du Cher.
Une partie de ceux qui seront arrêtés  sera finalement libérée (parfois provisoirement) après « criblage » , le criblage visant à étudier les cas d’exemptions, mais dans les faits il fut parfois expéditif suivant les départements. En effet, sont encore pris en compte certaines exemptions, 11 au départ qui seront ramenées à 6 quelques jours avant le déclenchement des opérations baptisées « ramassage ».
De Drancy , ils seront répartis majoritairement entre les convois 26 et 27. La plupart d’entre eux ne reviendra pas. Quelques hommes cela dit, sélectionnés avant Auschwitz pour le travail (notamment à Kosel)  transiteront dans de nombreux camps de travaux forcés. C’est surtout parmi ces derniers que l’on retrouvera des survivants au sein de ces convois à la fin de la guerre."